# Йоханс, Майкл
Майкл Оуэн Йоханс (англ. Michael Owen Johanns) — американский политик, сенатор от штата Небраска с 3 января 2009 года, 28-й министр сельского хозяйства США с 21 января 2005 год по 20 сентября 2007 год, 38-й губернатор Небраски с 1999 по 2005 год.

## Биография
Майкл Йоханс родился в Осейдже, штат Айова. В 1971 году он окончил колледж св. Марии в Уиноне, Миннесота, а в 1974 получил степень доктора права в Крейтонском университете (Омаха, Небраска).
В 1983—1987 годах Йоханс был членом совета уполномоченных округа Ланкастер, Небраска; в 1989—1991 годах — членом городского совета, а в 1991—1998 годах — мэром Линкольна, Небраска.
В 1999—2005 годах Йоханс был губернатором штата Небраска, в 2005—2007 годах — министром сельского хозяйства в кабинете министров Джорджа Буша-мл.. В 2008 году Йоханс был избран в Сенат США от Республиканской партии. Срок его полномочий истек 3 января 2015 года.

## Ранняя политическая карьера
Йоханнс работал в Совете округа Ланкастер с 1983 по 1987 год в качестве демократа. В 1988 году он был избран республиканцем в городской совет Линкольна, где работал с 1989 по 1991 год. 7 мая 1991 года он был избран 47-м мэром Линкольна, победив действующего мэра Билла Харриса с 54% голосов. Он вступил в должность мэра 3 декабря 1991 года. В 1995 году Йоханнс переизбрался без оппозиции, став первым мэром Линкольна, сделавшим это с 1950-х годов. Его сменил Дейл Янг, назначенный городским советом Линкольна.

### Выборы

#### 1998
Йоханнс начал кампанию в начале губернаторских выборов в Небраске в 1998 году, проведя свое первое предвыборное мероприятие в октябре 1995 года. Раннее начало привело к медленному, устойчивому наращиванию узнаваемости имени и организационной поддержки, а также к преимуществу мелких спонсоров над его оппонентами-республиканцами, штат Небраска. Государственный аудитор Джон Бреслоу и представитель США Джон Линн Кристенсен. Йоханнс посетил все 93 округа Небраски, проехав более 100 000 миль. Кристенсен, представитель на два срока, который пообещал не занимать в Палате представителей более трех сроков, был замечен как неожиданный кандидат на выборах губернатора, поскольку ему пришлось отказаться от своего места во влиятельном Комитете Палаты представителей по путям и средствам. Кристенсен (который видел поддержку со стороны правых христиан) и Бреслоу проводили свои кампании на основе стойкого социального консервативного послания и рассматривались как пытающиеся «переиграть консерваторов» и обойти друг друга, в то время как Йоханнс считался привлекательным кандидатом для умеренных избирателей.
Кристенсен считался первым лидером, хотя его лидерство резко упало в последние недели после того, как он публично заявил, что подписал письменные показания после развода со своей первой женой, заявив, что ее супружеская измена разрушила их брак. Он также видел негативную реакцию на комментарии, которые он сделал о своей второй жене (Тара Доун Холланд, Мисс Америка 1997), что он заставил ее поклясться, что она девственница, которая «берегла себя для брака». Его кампания также яростно атаковала Йоханнса в листовке за то, что он позволил «непристойным и расистским» передачам транслироваться на кабельном канале общественного доступа Линкольна. В передачах показывали, как мужчина мочился на публике; хотя Йоханнс пытался остановить программу, трансляция была защищена федеральным иском. Флаер был осужден республиканскими членами делегации Конгресса штата Небраска, а тогдашний сенатор Чак Хейгел заявил, что «никто в Республиканской партии штата Небраска не может гордиться поведением Джона Кристенсена, проголосовать и заявить о своих чувствах по поводу проведения этой кампании». Хейгел также добавил, что его тактика «смущала Небраску».
Хотя за день до праймериз гонка рассматривалась как «ничья», Йоханнс победил, набрав 40% голосов, Бреслоу — 29%, а Кристенсен — 28%. Праймериз считались одними из самых дорогих в истории Небраски: Бреслоу потратил 3,8 миллиона долларов (2,5 миллиона долларов из собственных денег), Кристенсен потратил 1,8 миллиона долларов, а Йоханнс потратил 1,7 миллиона долларов.
Действующий президент Бен Нельсон, популярный демократ в стойко красном штате, был ограничен сроком полномочий после того, как отбыл два срока на посту губернатора, оставив демократическое поле открытым. Билл Хоппнер выиграл номинацию от Демократической партии, победив адвоката и бывшего члена Законодательного собрания штата Небраска Джима Макфарланда. Хоппнер, поверенный, который ранее работал начальником штаба сенаторов Дж. Джеймса Эксона и Боба Керри, никогда раньше не выигрывал выборы; он баллотировался на пост губернатора и потерпел поражение от Нельсона на предварительных выборах 1990 года.
3 ноября 1998 года Йоханнс и его напарник Дэвид И. Морстад победили Хоппнера и его напарника Пэм Батайон на всеобщих выборах с перевесом от 54% до 46%.

#### 2002
Йоханнс переизбрался в 2002 году с большим перевесом голосов, победив демократа Сторми Дина с перевесом от 69% до 27%, став таким образом первым республиканским губернатором Небраски, переизбранным после Виктора Э. Андерсона в 1956 году.

### Срок
В течение своего первого срока Йоханс сосредоточился на прямых льготах по налогу на имущество. Ему удалось ввести в действие в общей сложности 85 миллионов долларов в виде такой помощи.
Йоханс был сторонником Инициативы 413, внесшей поправки в конституцию Небраски, чтобы ограничить расходы правительства штата и скорректировать увеличение налоговых поступлений с учетом уровня инфляции. В 2002 году Йоханс подписал закон о повышении налога на сигареты штата на 50 центов за пачку; от 34 до 84 центов. Йоханс предложил увеличить налоги на сигареты еще на 20 центов, заявив: «Я не думаю, что у вас возникнут большие споры о том, что медицинские расходы выше, когда вы курите. Употребление сигарет и табака может быть выбором, но каждый из нас платит за его использование либо своим здоровьем, либо своими кошельками, либо и тем, и другим».
Йоханс руководил сельскохозяйственными торговыми миссиями в Японию, Китай, Тайвань, Австралию, Южную Корею и Бразилию. Он подписал закон об увеличении государственных налогов на бензин на 1,25 цента для поощрительного финансирования этанола, ежегодно собирая 1,5 миллиона долларов в Денежный фонд стимулирования производства этанола в Небраске. Йоханс был председателем Коалиции губернаторов по этанолу в 2001 году.
Йоханс был известен своей твердой позицией в отношении наложения вето на законопроекты. В 1999 году Йоханс наложил вето на 26 законопроектов всего за пять дней, больше, чем любой предыдущий губернатор в истории Небраски. В 2003 году Йоханс наложил вето на весь двухлетний бюджет штата Небраска в размере 5,4 миллиарда долларов. Он сказал, что «не может принять бюджет, который повышает налоги для увеличения правительства в то время, когда штат должен сократить расходы», и призвал почти на 10% сократить каждую программу правительства штата. Йоханс наложил вето на закон об увеличении заработной платы членов Законодательного собрания штата Небраска, хотя вето было отменено законодательным собранием; он также наложил вето на закон, разрешающий повышение заработной платы учителей.
Во время законодательной сессии 1999 года Законодательное собрание Небраски приняло мораторий на казни 27 голосами против 21, став первым штатом в стране, который направил такое предложение на стол губернатору. Законопроект устанавливает запрет на все казни в течение двух лет, в то время как исследование, чтобы увидеть, справедливо ли применяется смертная казнь в государстве, имело место. Хотя законопроект предотвратил казни, он не освобождал от вынесения смертного приговора в новых случаях. Йоханс, сторонник смертной казни, наложил вето на законопроект через неделю после его принятия; назвав законопроект «плохой государственной политикой», который «как минимум будет использован для продвижения дальнейших ненужных апелляций по уголовным делам со стороны тех, кто в настоящее время приговорен к смертной казни в Небраске».  Вето законопроекта было осуждено Американским союзом гражданских свобод, Американской ассоциацией юристов и Папой Иоанном Павлом II.
В 1999 году Йоханс подвергся критике со стороны групп «Люди за американский путь» и Американского союза гражданских свобод за подписание прокламации, объявляющей 22 мая «Маршем в честь Дня Иисуса» в честь фундаменталистской христианской группы в Небраске. Критики заявили, что Йоханс «нарушал нейтралитет религий, который требуется от его должности. Он одобрял христианство над всеми другими религиями, посылая недопустимое сообщение небрасканцам других вер или неверующих, что их верования неблагосклонно к правительству». Йоханнс также поддержал «День возврата к Библии», хотя он отказался издать прокламацию о Дне осведомленности о религии Земли, который запрашивают группы Wicca.. Йоханс сказал, что «я без колебаний подпишу прокламацию для иудейской веры, индуизма, чего угодно. До тех пор, пока это не требует от меня подписать что-то, с чем я лично не согласен». Ранее Йоханс отказывался подписывать прокламацию ЛГБТ-прайда в 1997 году, ссылаясь на то, что он християнын.
Йоханс дважды был председателем Комитета по экономическому развитию и торговле Национальной ассоциации губернаторов с 2000 по 2001 и с 2002 по 2003 годы. В июле 2001 года он был единогласно одобрен Советом директоров Банк Соединенных Штатов входил в состав Консультативного комитета банков, а в 2003 году был председателем Партнерства губернатора по биотехнологии.
Йоханс сменил губернатора Айовы Тома Вилсака  посту председателя Ассоциации губернаторов Среднего Запада в 2002 году.